# 中根千枝
中根千枝（日语：／ Nakane Chie，1926年11月30日—）是一名日本社會人類學家，專門研究印度、西藏和日本的社會組織。

## 生平
她是首位擔任東京大學教授的女性，也是首位女性日本學士院會員，还担任东京大学东洋文化研究所所長。